# A Saucerful of Secrets
A Saucerful of Secrets er det andet studiealbum af den engelske rockgruppe Pink Floyd. Det blev indspillet ved EMI's Abbey Road Studios på adskillige datoer fra august 1967 til april 1968. På grund af Syd Barretts forværrende mentale tilstand, skulle dette være det sidste Pink Floyd album, han ville komme til at arbejde på.